# فرهنگ

نماد فرهنگ

فَرهَنگ یک مفهوم گسترده شامل باورها، ارزش‌ها، و رفتارها است که مطابق ارزش‌های اجتماعی و هنجار‌های موجود در جوامع بشری مطرح شده‌است. فرهنگ همچنین شامل مجموعه‌ای از دانش‌ها، باورها، هنرها، قوانین، آداب و رسوم اجتماعی، و عادت‌های افراد در یک گروه یا در یک جامعه می‌شود. ادوارد بارنت تایلور (۱۹۱۷–۱۸۳۲) فرهنگ را مجموعه پیچیده‌ای از دانش‌ها، باورها، هنرها، قوانین، اخلاقیات، عادات و هرچه که فرد به عنوان عضوی از جامعه خویش فرامی‌گیرد، تعریف می‌کند.
هر منطقه از هر کشوری می‌تواند فرهنگ متفاوتی با دیگر مناطق آن کشور داشته باشد.
فرهنگ از راه آموزش، به نسل بعدی منتقل می‌شود؛ در حالی که ژنتیک به وسیلهٔ وراثت منتقل می‌شود. همچنین فرهنگ راهکارهای شایع موجه در یک جامعه است برای رفع هرگونه نیاز واقعی یا غیر واقعی. فرهنگ همواره نرم‌افزار است و تمدن شامل آن و سخت افزارهاست؛ مثلاً گفتگو به زبان فارسی یک راهکار است بر رفع نیاز رو در رو سخن گفتن و زبان انگلیسی راهکاری دیگر برای مردمانی دیگر برای رفع همین نیاز است.
فرهنگ، راه مشترک زندگی، اندیشه و کنش انسان در یک جامعه است. فرهنگ، دربرگیرندهٔ این چیزهاست:
- سازگاری کلی با نیازهای غریزی و فطری و اقتصادی یا محیط جغرافیایی پیرامون؛
- سازمان مشترکی که برای فرونشاندن نیازهای اجتماعی و سیاسی که از محیط پیرامون برخاسته‌اند، پیدا شده‌است؛
- مجموعهٔ مشترکی از اندیشه‌ها و دستاوردها.

فرهنگ، شامل هنر، ادبیات، علم، آفرینش‌ها، فلسفه و دین است. هنجار فرهنگی رفتار قابل قبول یک جامعه را تعیین می‌کند؛ و به عنوان راهنمای نحوه رفتار، پوشش لباس، زبان، و حرکت در یک موقعیت خاص و همچنین انتظارات در یک گروه اجتماعی عمل می‌کند. «تک‌فرهنگ‌گرایی» (Monoculturalism) در یک گروه اجتماعی می‌تواند ریسک‌هایی داشته باشد، درست همان‌طور که یک گونه حیوانی واحد می‌تواند در مقابل تغییرات محیطی از بین برود.
فرهنگ از چهار مفهوم اصلی تشکیل شده‌است. اولین مورد شامل «رفتارهای مرسوم» گروهی از افراد است. از این رو شامل روش‌هایی است که یک گروه زندگی جدید را جشن می‌گیرند یا برای مردگان خود عزاداری می‌کنند یا حتی شیوه‌هایی که شیوه‌های فرزندپروری انجام می‌شود. دومی به عنوان «کد» فرهنگی یا فرآیندی توصیف می‌شود که در آن انتظارها، احساسات و دانسته‌های پیشین آنها در نتیجه رفتارهای مرسوم نمایش داده می‌شود. سومین «برساخت‌ها» یا چیزهایی هستند که برای یک فرهنگ ارزش دارند. مفهوم نهایی یک «نهاد» فرهنگی است که شامل دین، سیاست و سایر سازمان‌های اجتماعی است.

## واژه‌شناسی

### واژه‌شناسی در زبان پارسی
فرهنگ فارسی معین واژهٔ «فرهنگ» را مرکب از دو واژهٔ «فر» و «هنگ» به معنای ادب، تربیت، دانش، علم، معرفت و آداب و رسوم تعریف کرده‌است.لغت نامه دهخدا «هنگ» را از ریشهٔ «ثنگ» اوستایی به معنی کشیدن و فرهختن و فرهنگ ذکر می‌کند.
واژهٔ فرهنگ در پهلوی ساسانی به صورت «فره هنگ» آمده‌است که از دو جزء «فره» به معنای پیش و فرا؛ و «هنگ» به معنای کشیدن و راندن، ساخته شده‌است. در نتیجه «فرهنگ» به معنای پیش‌کشیدن و فراکشیدن است. به همین سبب است که در فارسی‌زبانان فرهنگ را سبب پیشرفت می‌دانند.
با مطالعهٔ متن‌های باستانی ایران، درمی‌یابیم که واژهٔ «فرهنگ» از دورهٔ پارسی میانه است که وارد فرهنگ ایران می‌شود و پیش از آن واژه‌ای که به معنای فرهنگ باشد در این زبان وجود نداشت. در این دوره در متن‌های پهلوی ساسانی، متن‌های سغدی، مانوی و حتی ختنی واژهٔ فرهنگ را می‌توان بازشناخت. در متن‌های پارسی میانه، همانند «خسرو و ریدگ»، «خویشکاری ریدگان» و «کارنامهٔ اردشیر بابکان» واژهٔ فرهنگ به کار رفته‌است؛ همچنین در شاهنامهٔ فردوسی، آثار سعدی و متن‌های دور بعد نیز بارها به این واژه برمی‌خوریم. در آثار این دوران، فرهنگ علاوه‌بر دانش، شامل هنرهایی چون نقاشی و موسیقی یا سوارکاری و تیراندازی هم می‌شد. در گذشته اعتقاد فارسی‌زبانان بر این بود که تا بدون فرهنگ آدمی نمی‌تواند قدمی مثبت در زندگی بردارد. از همین روست که فردوسی فرهنگ را برتر از گوهر و نژاد می‌داند.

### واژه‌شناسی در زبان‌های اروپایی

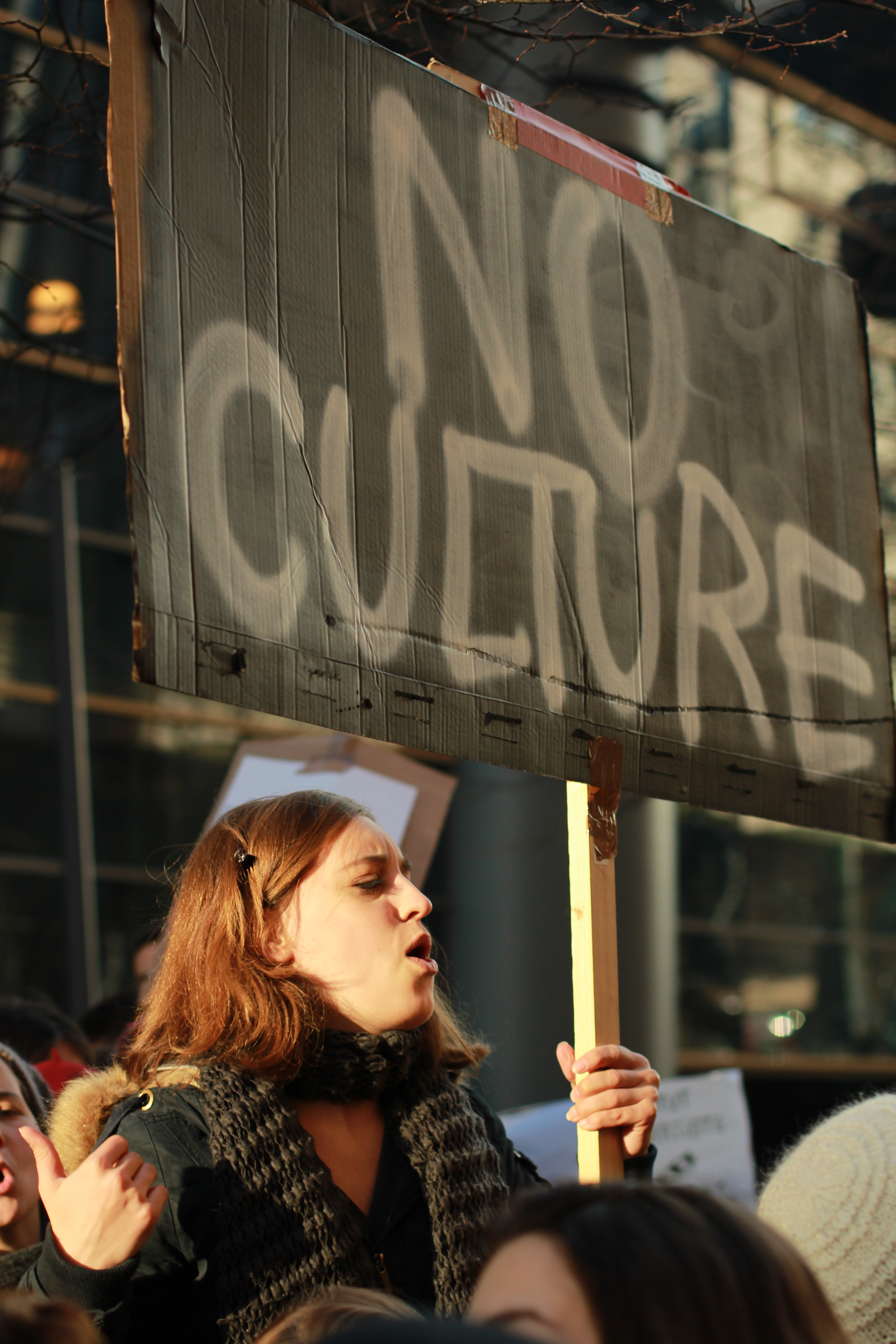
برافراشتن تابلو فرهنگ ممنوع توسط یکی از معترض‌های بروکسل

نزد اروپایی‌ها تعریف واژهٔ فرهنگ پیشینه‌ای درازدامن دارد. در ادبیات اروپایی نزدیک به دویست تعریف از فرهنگ می‌توان یافت که نشان از اهمیت فرهنگ در این جوامع دارد. آن‌ها فرهنگ را از دیدگاه‌های گوناگون، از جمله دیدگاه اجتماعی، دینی و حتی اقتصادی بررسی کرده و دریافته‌اند که فرهنگ بر تمام اجزاء زندگی آدمی تأثیرگذار است. برای مثال، در ۱۹۵۲ آلفرد کلوبر و کلاید کلاکهون در کتاب خود به نام «فرهنگ: مروری انتقادی بر مفاهیم و تعاریف» (به انگلیسی: Culture: A Critical Review of Concepts and Definition) با گردآوری ۱۶۴ تعریف از فرهنگ اظهار کردند که فرهنگ در اغلب موارد به سه برداشت عمده می‌انجامد:
- برترین فضیلت در هنرهای زیبا و امور انسانی که همچنین به فرهنگ عالی شهرت دارد.
- الگوی یکپارچه از دانش، عقاید و رفتار بشری که به گنجایش فکری و یادگیری اجتماعی نمادین بستگی دارد.
- مجموعه‌ای از گرایش‌ها، ارزش‌ها، اهداف و اعمال مشترک که یک نهاد، سازمان و گروه را مشخص و تعریف می‌کند.[۱۰]

هنگامی که مفهوم «فرهنگ» برای نخستین‌بار در سده‌های هیجدهم و نوزدهم در اروپا به کار گرفته شد، بر فرایند کشت و زرع یا ترویج در کشاورزی و باغبانی دلالت داشت. چنان‌که واژهٔ انگلیسی این مفهوم از واژهٔ لاتین «کالتورا» (به لاتین: Cultura) از «کولر» (به لاتین: Colere) ریشه گرفته‌است که به معنای کشت، زراعت و ترویج است.
در آغاز سدهٔ نوزدهم این مفهوم بر بهبود یا پالایش و تهذیب نفس در افراد (به‌ویژه حین آموزش) استوار بود و سپس بر تأمین آرزوهای ملی یا ایده‌آل‌ها دلالت داشت. در نیمهٔ سدهٔ نوزدهم برخی از دانشمندان واژهٔ فرهنگ را برای ارجاع به ظرفیت جهان‌شمول بشری اطلاق کردند. ادوارد تایلر در سال ۱۸۷۱ فرهنگ را با تمدن مقایسه کرد و آن دو را کلیتی درهم‌تنیده دانست که شامل دین، هنر، اخلاق و هرگونه توانایی است که آدمی می‌تواند به دست آورد. «کلاکر» نیز فرهنگ را در کل مفهومی وصف‌گرایانه به معنای گنجینه‌ای انباشته از آفرینندگی‌های بشر تلقی کرد. از این رو کتاب‌ها، نقاشی‌ها، بناها و نیز دانش هماهنگی با محیط و همچنین آداب و فضیلت‌های اخلاقی و دستورهای شایست و ناشایست، همگی جزئی از فرهنگ به‌شمار می‌رود. «مایرس» نیز فرهنگ را آن چیزی دانست که از گذشتهٔ آدمی به جای مانده‌است و بر اکنون و آیندهٔ او تأثیر می‌گذارد.
در سدهٔ بیستم «فرهنگ» به عنوان یک مفهوم محوری و کلیدی در انسان‌شناسی به کار رفت که همهٔ پدیده‌های انسانی را دربر می‌گرفت و صرفاً نتیجهٔ امور ژنتیکی به حساب نمی‌آمد. اصطلاح «فرهنگ» به‌ویژه در انسان‌شناسی آمریکایی دارای دو معنی بود:
1. ظرفیت و گنجایش تکامل‌یافتهٔ بشر برای دسته‌بندی و بیان تجربیات به واسطهٔ نمادها و کنش پندارمآبانه و نوآورانه
2. راه‌های مشخصی که مردم براساس آن در نقاط مختلف جهان زیسته و تجربیات خود را به شیوه‌های گوناگون بیان می‌کنند و به شکلی خلاقانه دست به کنش می‌زنند. پس از جنگ جهانی دوم این اصطلاح — اگرچه با معانی مختلف — از اهمیت بیشتری در دیگر رشته‌ها و حوزه‌های علمی مثل جامعه‌شناسی، مطالعات فرهنگی، روان‌شناسی سازمانی و علوم مدیریتی برخوردار شد.[۱۲]

## فرهنگ در شاهنامه
در کتاب داستان باستان تألیف پیش نویس:محمد رسولی آمده‌است:
نزدیک به نود بیت در شاهنامه هست که در آنها به واژه فرهنگ اشاره شده‌است. مانند:
چو هنگام فرهنگ باشد ترا به دانایی آهنگ باشد ترا
بی‌آزاری و سودمندی گزین که این است فرهنگ و آیین دین
فرهنگ به عنوان یک ارزش بسیار مهم و بالا و والا در شاهنامه به کار رفته‌است. حق هم همین است و فرهنگ ارزش و اهمیت زیادی دارد و دیگران به اهمیت فرهنگ پرداخته‌اند و ما وارد آن نمی‌شویم.
اگر توجه کنیم می‌بینیم که فردوسی، در سراسر شاهنامه، فرهنگ را به عنوان یک ارزش به کار می‌برد. با دقت در همه ابیاتی که فرهنگ در آنها به کار رفته‌است می‌توان این گونه برداشت کرد که: فرهنگ، به‌طور گسترده، شامل ارزش‌های فردی، اجتماعی و هنجارهای درست مبنی بر دانش و رشد و پویش است که اخلاق و خرد در آن به‌طور مستقیم نقش و ارتباط دارد.

## اجزای فرهنگ

فرهنگ، در یک نگاه

### دانستنی‌ها
«علم» یا «دانش» ساختاری است برای تولید و ساماندهی دانش دربارهٔ جهان طبیعت در قالب توضیحات و پیش‌بینی‌های آزمایش‌پذیر.
دانش یا علم دانش‌شناسی با سه عنصر داده، اطلاعات و دانش سر و کار دارد؛ به عبارت دیگر، دانش‌شناسی به بحث و بررسی پیرامون دانش و عناصر سازندهٔ آن، یعنی داده و اطلاعات می‌پردازد.
در یونان باستان، سقراط (۴۷۰–۳۹۹پ. م)، سپس افلاطون (۴۲۷–۳۴۸ پ. م) و پس از او ارسطو (۳۸۴–۳۲۲ پ. م) به مخالفت با آراء پیشینیان پرداخته و اصول و قواعدی را به منظور مقابله با مغالطات و برای درست‌اندیشیدن و سنجش استدلال‌ها تدوین کردند.
در قرن پانزدهم میلادی پژوهشگران در اروپا و خاورمیانه قفسه‌های غبارآلود ساختمان‌های قدیمی را جستجو کردند و دست‌نوشته‌های یونانی و رومی را پیدا کردند و نوشته‌هایی از نویسندگان کلاسیک به دورهٔ رنسانس رسید. مطالعهٔ این آثار دانش نو نام گرفت.
همزمان با گرایش به نوشتارهای کلاسیک، ارزش‌های فردی مورد توجه واقع شد که انسان‌گرایی نام گرفت. طرفداران این گرایش، به جای موضوعات روحانی، بیش از هر چیز مسایل انسانی را در نظر می‌گرفتند. انسان‌گرایی و رنسانس از ایتالیا ظهور کردند.
در رنسانس، گالیله (۱۵۶۴–۱۶۴۲ م) فیزیک (علم طبیعت) را سکولار کرد و آن را از الهیات (علم فراطبیعت یا متافیزیک) مستقل دانست. از آن پس، تکیه‌گاه فیزیک خرد انسان بود. گالیله می‌گفت:
حقیقت طبیعت همواره در برابر چشمان ماست. اما برای فهم این حقیقت باید با زبان ریاضی آشنا بود. زبان این حقیقت، اشکال هندسی، یعنی دایره، بیضی، مثلث و امثالهم است.
پس از آن، تحت تأثیر افکار افلاطون، جریان فکری اصالت عقل توسط ریاضیدان و فیلسوف فرانسوی، رنه دکارت (۱۵۹۶–۱۶۵۰ م) که پدر فلسفهٔ جدید لقب گرفته، به وجود آمد. دکارت، خرد بشری را — به جای کتاب مقدس — سنت پاپ، کلیسا و فرمانروا قرار داد. وی با این کار سوژهٔ بزرگی آفرید. یکی دیگر از اندیشمندان این جریان فکری لایبنیتز (۱۶۴۶–۱۷۱۶) فیلسوف، ریاضیدان و فیزیک‌دان آلمانی، نخستین کسی بود که میان حقایق ضروری (منطقی) و حقایق حادث (واقعی) تمایز قائل شد.
پس از جدا شدن برتراند راسل و جی. ای. مور از ایده‌آلیست‌ها و با پیگیری لودویگ ویتگنشتاین، از شاگردان راسل، اثبات‌گرایی شکل گرفت. طبق نظرات ایشان، معرفتی معنادار و مطابق با واقع است که تحقیق‌پذیر تجربی باشد. به قول آگوست کنت، پدر پوزیتویسم، چون گزاره‌های متافیزیکی قابل تجربه‌ی حسی نیستند، غیرعلم‌اند. این جریان فکری توسط اعضای حلقهٔ وین تأسیس شد و فلسفه‌ای را که به وجود آوردند که پوزیتویسم منطقی نام نهادند.

### باورها
باورها یا اعتقادات مجموعه‌ای از افکارند که به زندگی معنا می‌بخشند. باورها ادراک ما از هستی را می‌سازند. چنین اندیشه می‌شود که باورها نقش فرماندهی در مغز دارند و زمانی که فکر می‌کنید که امری درست است، باور شما به مغز فرمان می‌دهد تا به دنبال چیزی باشد که از اعتقادات شما حمایت کند.
ایدئولوژی مجموعه‌ای است از نظرات، باورها و نگرش‌ها. این تعریف از نظر اجتماعی نسبی است.

### هنر
هنر، یعنی حل مسائلی که قبل از حل شدن، قابلیت تدوین و فرموله شدن را ندارند. پیت هاین، شاعر و دانشمند دانمارکی
هنرهای زیبا عبارتند از:
- موسیقی
- هنرهای دستی
- هنرهای تجسمی

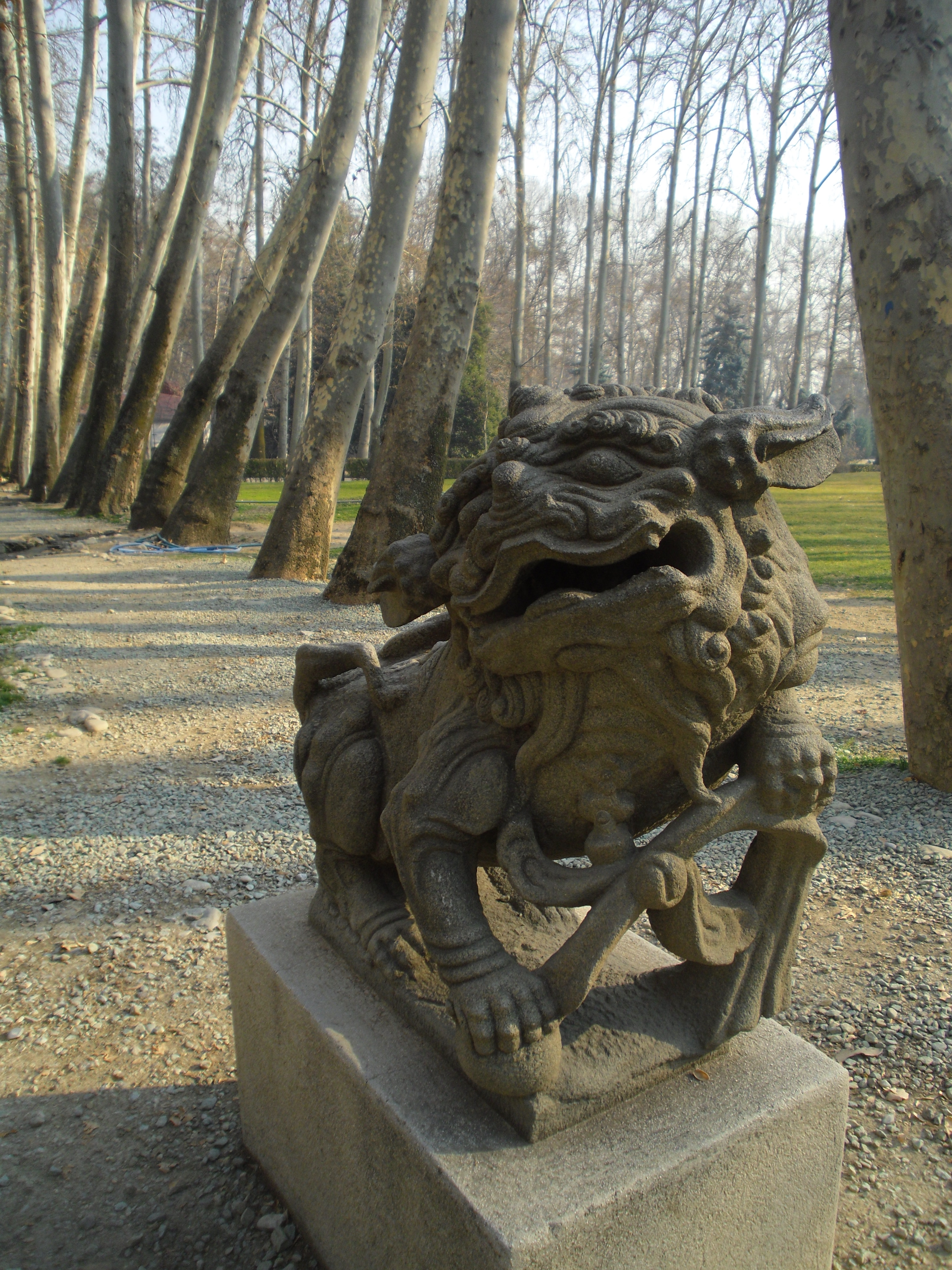
مجسمه ای هنری در محوطه کاخ سعدآباد تهران

- ادبیات، نمایشنامه نویسی و فیلمنامه‌نویسی
- معماری
- رقص و حرکات نمایشی
- هنرهای نمایشی: تئاتر و سینما[۲۳]

### سایر اجزاء
بخشی از فرهنگ را هم سنت‌ها و مراسم می‌سازند. آن‌ها تفکر و باوری‌اند که برخوردار از آدابی تکرارشونده‌اند. به سخن دیگر، آیین‌ها و سنت‌ها اعمالی تکراری پیرامون فرهنگ‌اند. همین فرهنگ است که مرزهای یک جامعه و باورهای مردمان آن را مشخص می‌کند و هویت آنان را شکل می‌دهد و می‌سازد.
گردشگر، کسی است که به منظوری غیر از کار و کسب درآمد، برای مدتی بیش از یک شب و کمتر از یک سال، به سرزمینی جز محیط متعارف خود، پای می‌گذارد و در آن، اقامت می‌گزیند.
میراث فرهنگی، شامل آثار باقی مانده از گذشتگان است که نشانگر حرکت انسان، در طول تاریخ می‌باشد و با شناسایی آن، زمینه شناخت هویت و خط حرکت فرهنگی او میسر می‌گردد و از این طریق، زمینه‌های عبرت، برای انسان، فراهم می‌آید.

## گفتمان‌های فرهنگی اخیر

### رمانتیسم

#### رمانتیسم انگلیسی

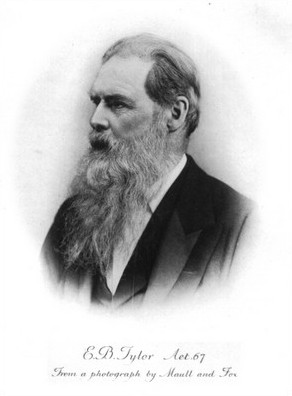
انسان‌شناس انگلیسی، ادوارد تایلور (۱۸۳۲–۱۹۱۷)

از آن‌جا که این اشکال فعالیت‌ها با زندگی شهری عجین شده بود، فرهنگ با تمدن (City از ریشهٔ لاتین Civitas) بازشناسی می‌شد. منظر دیگر جنبش رومانتیک دربردارندهٔ علاقه به فولکلور یا موسیقی محلی بود که به بازشناسی فرهنگ غیرنخبگان انجامید. این تمایز اغلب به عنوان چیزی تلقی می‌شد که فرهنگ عالی را که عمدتاً به گروه اجتماعی حاکم مربوط است از فرهنگ پست جدا می‌کند. به عبارت دیگر، ایدهٔ فرهنگ که در اروپای سدهٔ هیجدهم و اوایل سدهٔ نوزدهم توسعه یافت نابرابری‌هایی را در جوامع اروپایی منعکس می‌کند.
در سال ۱۸۷۰ ادوارد بارنت تایلور (۱۹۱۷–۱۸۳۲) این اندیشه‌های مبتنی بر فرهنگ عالی در برابر پست را برای طرح تئوری تحول مذهب به کار برد. براساس این تئوری، مذهب از شکل چندخدایی بهیکتاپرستی متحول می‌شود. او در ادامهٔ مطالعات خود فرهنگ را به عنوان مجموعهٔ گوناگونی از فعالیت‌های مشخص‌کنندهٔ انواع اجتماعات انسانی بازتعریف کرد. این دیدگاه راه را برای درک مدرن از فرهنگ هموار کرد.

#### رومانتیسم آلمانی
فیلسوف آلمانی ایمانوئل کانت (۱۸۰۴–۱۷۲۴) تعریفی فردگرایانه را از «روشنگری»، ارایه داد: «روشنگری خروج انسان از نابالغی خودانگیخته‌است» او بحث کرد که این نابالغی از فقدان فهم و درک ما ناشی نمی‌شود، بلکه از نبود شوق اندیشیدن مستقل سرچشمه می‌گیرد. برخلاف این جبن فکری، کانت بر: شجاعت خردمندبودن (به آلمانی: Sapere aude) اصرار داشت. در واکنش به کانت، پژوهشگران آلمانی مانند یوهان گاتفرید هردر (۱۸۰۳–۱۷۴۴) اظهار داشتند که آفرینش‌گری انسان که ضرورتاً پیش‌بینی‌ناپذیر و در اشکالی فوق‌العاده گوناگون رخ می‌نماید، همانند عقلانیت بشری حائز اهمیت است. افزون بر این، هِردر شکلی جمعی از بیلدونگ را پیشنهاد کرد: «برای هردر، بیلدونگ کلیت تجربیاتی بود که یک هویت منسجم و احساس سرنوشت مشترک را برای مردم به وجود می‌آورد».
در ۱۷۹۵ زبان‌شناس و فیلسوف بزرگ، ویلهلم فون هومبولت (۱۸۳۵–۱۷۶۷) همگان را به انسان‌شناسی‌ای فرخواند که می‌توانست علایق کانت و هردر را درهم آمیزد.

### انسان‌شناسی آمریکایی
اگرچه انسان‌شناسان در سراسر جهان به تعریف ادوارد تیلور از فرهنگ رجوع می‌کنند، در سدهٔ بیستم «فرهنگ» به مثابهٔ مفهوم محوری و یکسان‌ساز انسان‌شناسی آمریکایی پدیدار شد، آن‌جا که این مفهوم عموماً ما را به ظرفیت جهان‌شمول انسان به دسته‌بندی و رمزگذاری تجربیات نمادین و برقراری ارتباط نمادین به واسطهٔ تجربیات اجتماعی رمزگذاری‌شده ارجاع می‌دهد. انسان‌شناسی آمریکایی در چهار رشته (یا زمینه) سازماندهی شده‌است که هرکدام نقشی مهم در پژوهش فرهنگی ایفا می‌کند: انسان‌شناسی بیولوژیک، زبان‌شناسی، انسان‌شناسی فرهنگی و باستان‌شناسی. پژوهش در این رشته‌ها در اندازه‌های متفاوت بر انسان‌شناسان دیگر کشورها تأثیر دارد.
فرهنگ ناشی از عوامل زیست‌شناختی، محیط‌زیستی، روان‌شناختی و تاریخ بشری است. به دلیل وجود مجموعه سنت‌ها و پیچیدگی‌های روابط انسانی، حتی چیزهای ساده‌ای که انسان مانند حیوانات به آن نیازمند است در قالب الگوهای فرهنگی درمی‌آید. فرهنگ روش متفاوت زندگی یا طرح زندگی گروهی از مردم است. به عنوان مثال یک ژاپنی گویای یک ملت یا یک جامعهاست. فرد ژاپنی را می‌توان مستقیماً مشاهده کرد ولی فرهنگ ژاپنی انتزاعی است از قواعد مشاهده‌شده یا روندهای منظم که در شیوه‌های زندگی این مردم وجود دارد.

## پایایی فرهنگ‌ها
هنگام بررسی فرهنگ باید به دو نکته توجه داشت: نخست پهنهٔ فرهنگی است و دیگری قدرت فرهنگ‌هاست. هر سیستم فرهنگی در یک زیستگاه طبیعی رشد می‌کند. از این رو بی‌تردید محیط بر فرهنگ تأثیر خواهد گذاشت. چنین تأثیرگذاری‌ای را پهنهٔ فرهنگی می‌نامند.
از سویی دیگر ما دو نوع فرهنگ داریم؛ یکی فرهنگ قدرتمند است که پایه‌های استواری دارد و در نتیجه باقی می‌ماند و دیگری فرهنگی است که سست و ناتوان است و از بین می‌رود. در این میان، آن فرهنگی می‌تواند باقی بماند که نیرومند باشد. دلیل نابودی برخی فرهنگ‌ها را باید در توجیه‌نشدن عقلانی و کاربردی آن فرهنگ‌ها دانست؛ اما مسئله این‌جاست که فرهنگ‌هایی نیز وجود دارند که با آن‌که توجیه کاربردی دارند، اما در حال از بین رفتن‌اند؛ چون ریشه‌های آن‌ها بیرون کشیده نشده و نیرومندی آن بروز نیافته‌است. از سویی دیگر اگر محتوای فرهنگ‌ها سنگین و بدل به قوانینی دست و پاگیر شود، آن‌گاه خطر از بین رفتن آن افزایش می‌یابد.

## فرهنگ ایرانی
عوامل اصلی شکل‌گیری فرهنگ ایران را می‌توان در امپراتوری هخامنشیان، دوران ساسانیان، سلطهٔ اعراب، حملات مغول و دوران صفوی جستجو کرد. افغانستان، تاجیکستان، ازبکستان، ترکمنستان، جمهوری آذربایجان و حتی ارمنستان و گرجستان و همچنین کردهای عراق و ترکیه و پاکستان همگی — کم و بیش — گوشه‌ای از فرهنگ ایران را به ارث برده‌اند. سرود ملی پاکستان به زبان پارسی است.
یکی از عوامل مؤثر در فرهنگ ملت‌ها پوشش است، در بین گروه‌های مختلفی از مردمان ایرانی از لباس‌های محلی مختلفی استفاده می‌شود و این گوناگونی درحدی می‌باشد که ممکن است به عنوان مثال یک گروه از مردمان ایرانی خودشان دارای چندین نوع گوناگونی از لباس‌های مخصوص به خویش باشد.

## نگارخانه

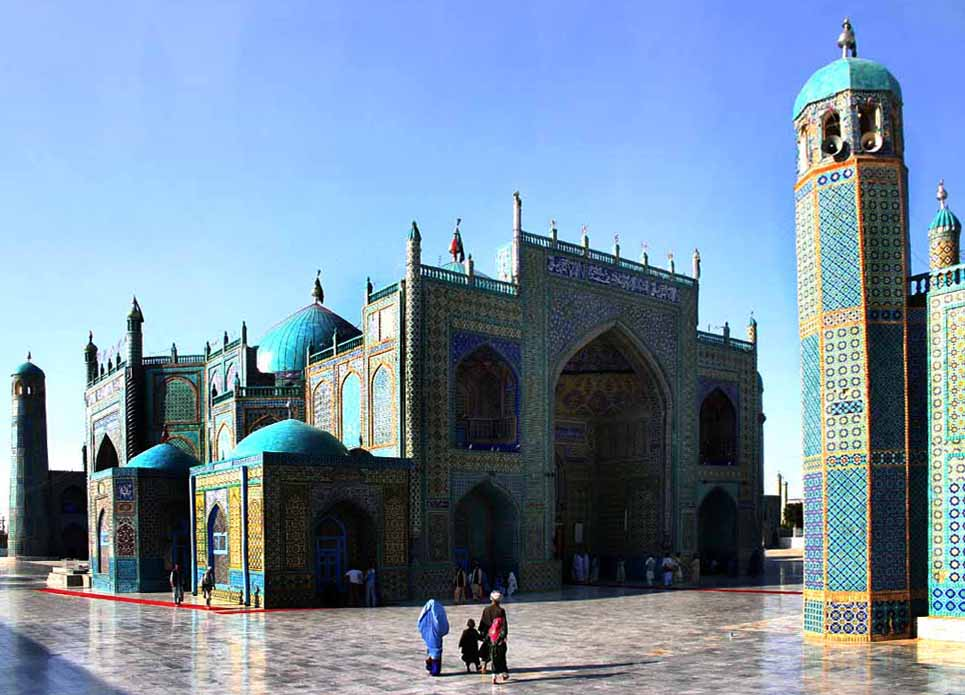
مسجد کبود در افغانستان
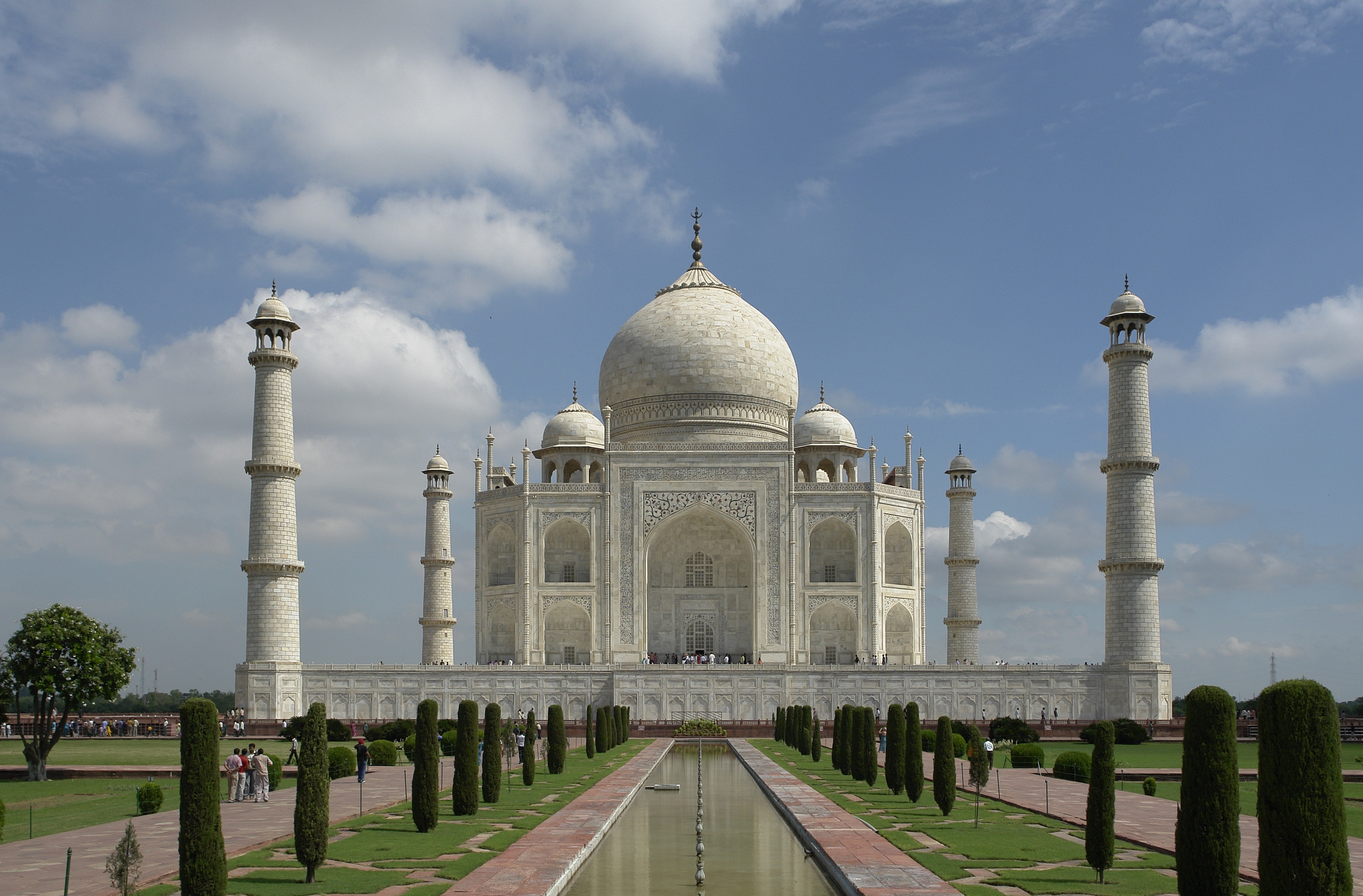
تاج محل (شهر آگرا در هند)
عروسی محلی در گیلان
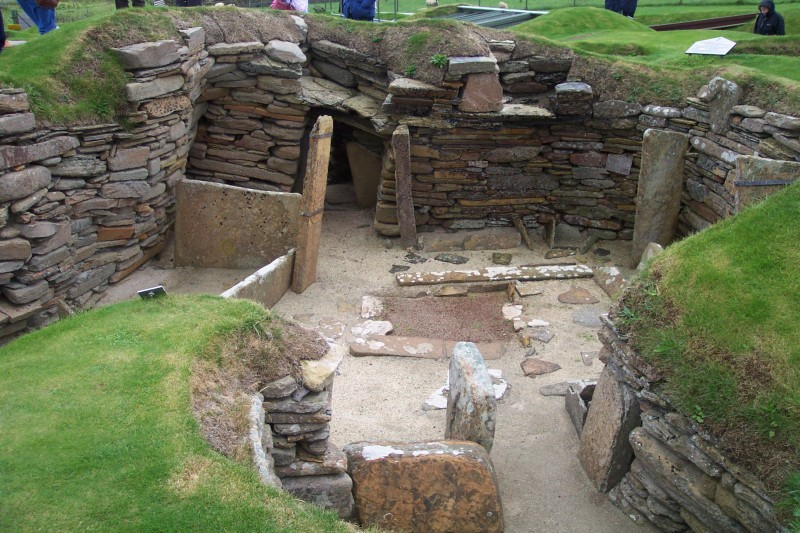
سکارا برای در اسکاتلند
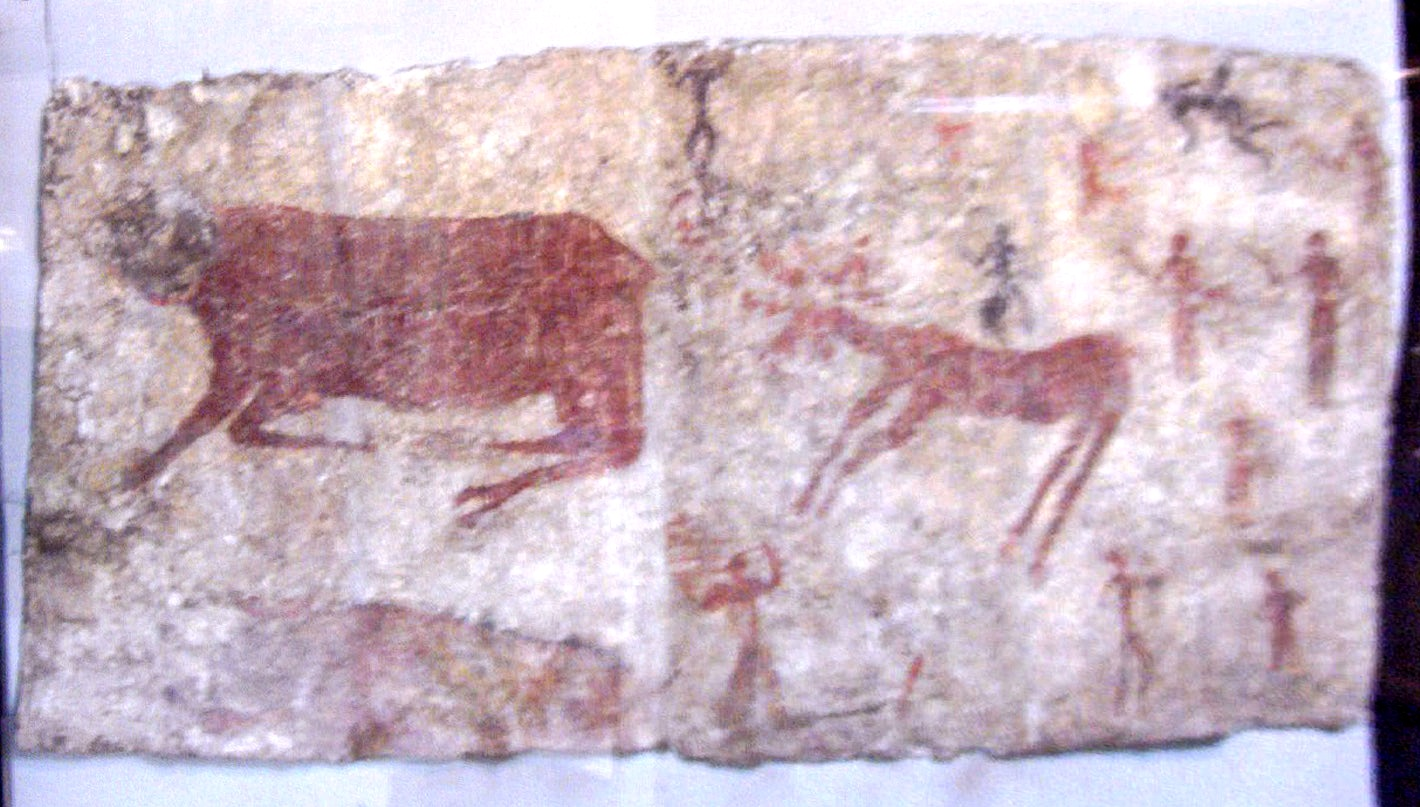
دیوارنگارهٔ باستانی در ترکیه
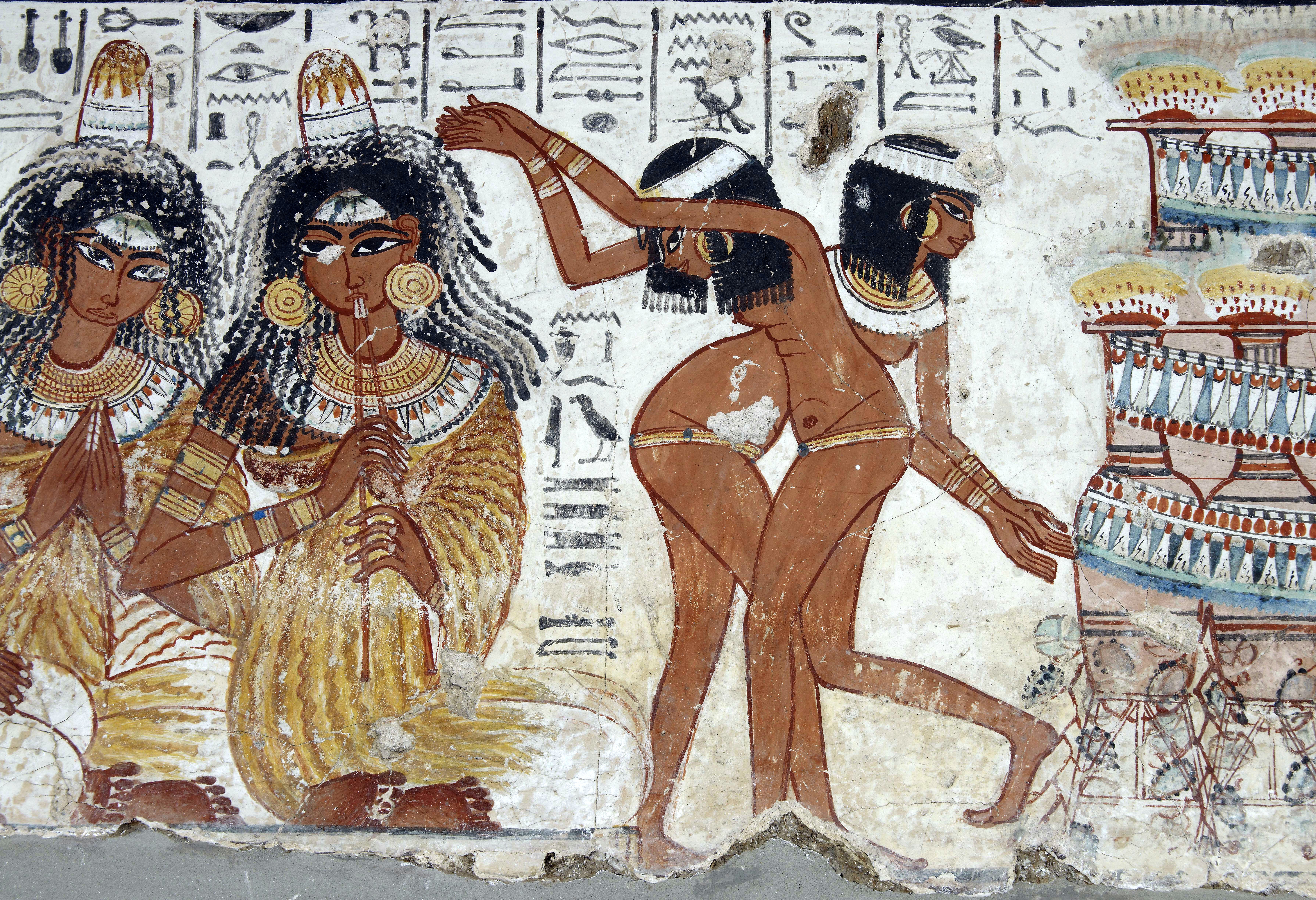
نگاره‌ای از بزم مصر باستان
کندوجی روستایی (گیلان)
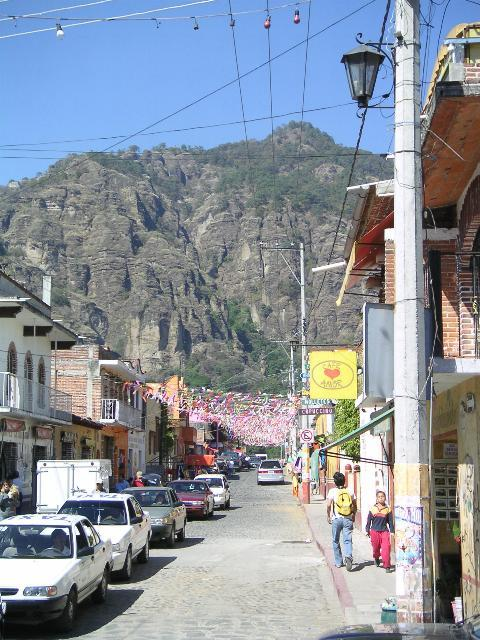
خیابانی در شهری در مکزیک
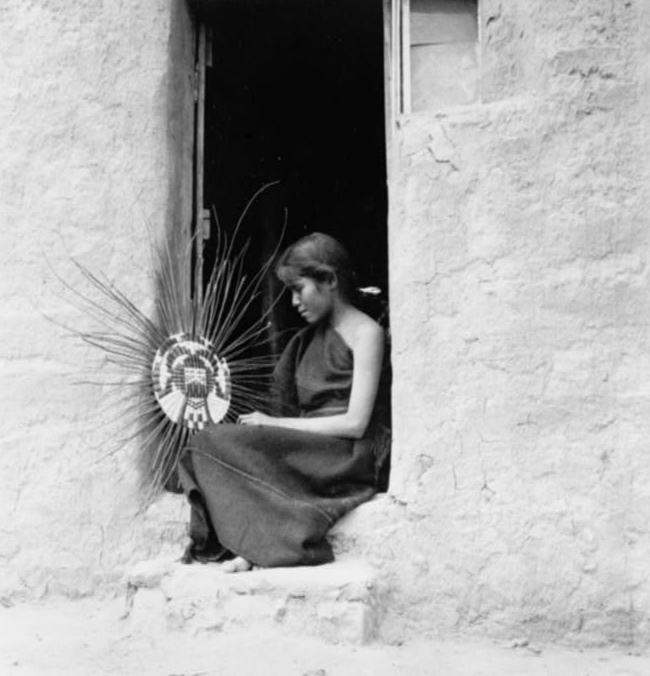
دختری هوپی با پوشش سبدی
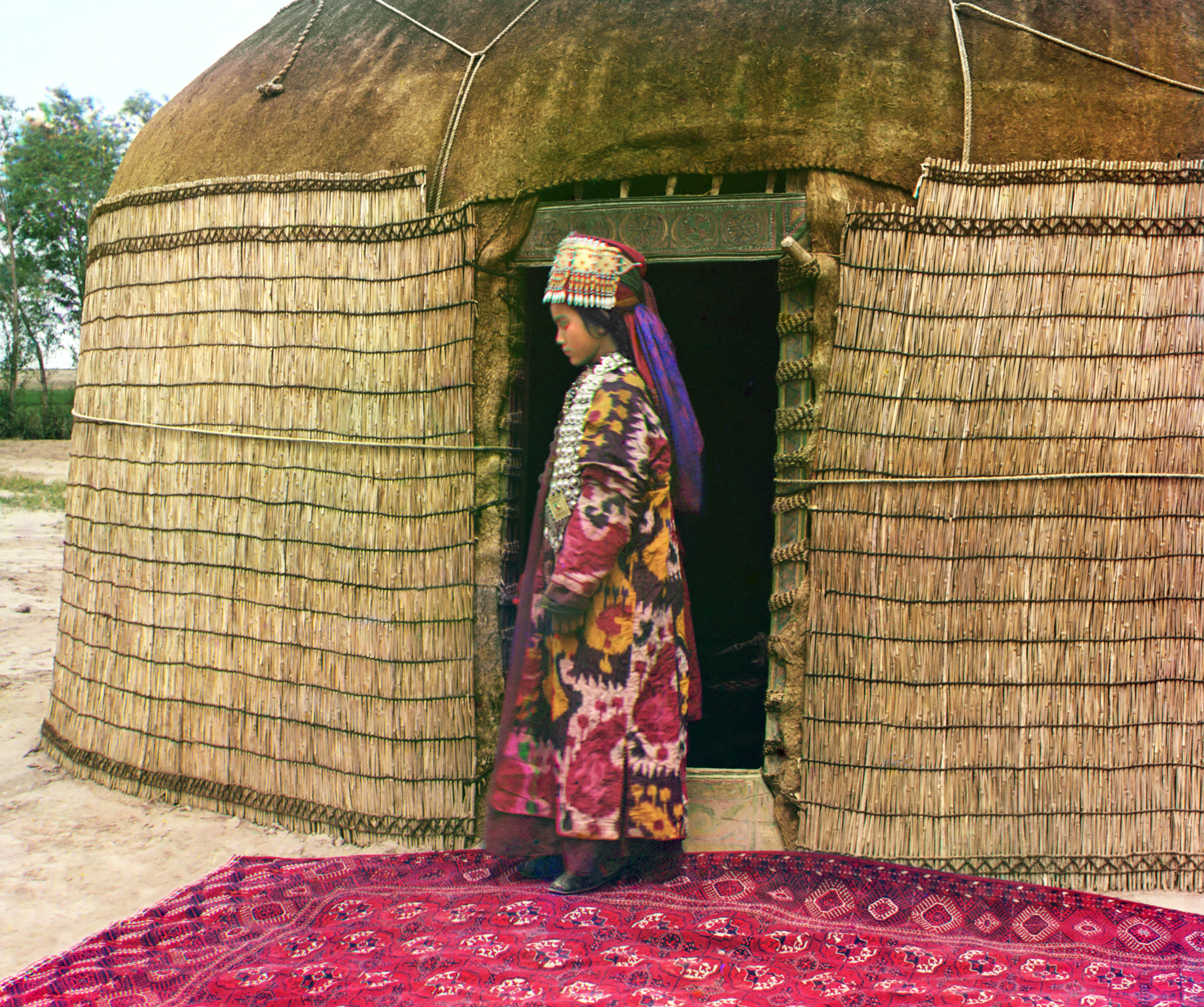
دختر ترکمن با پوشش محلی
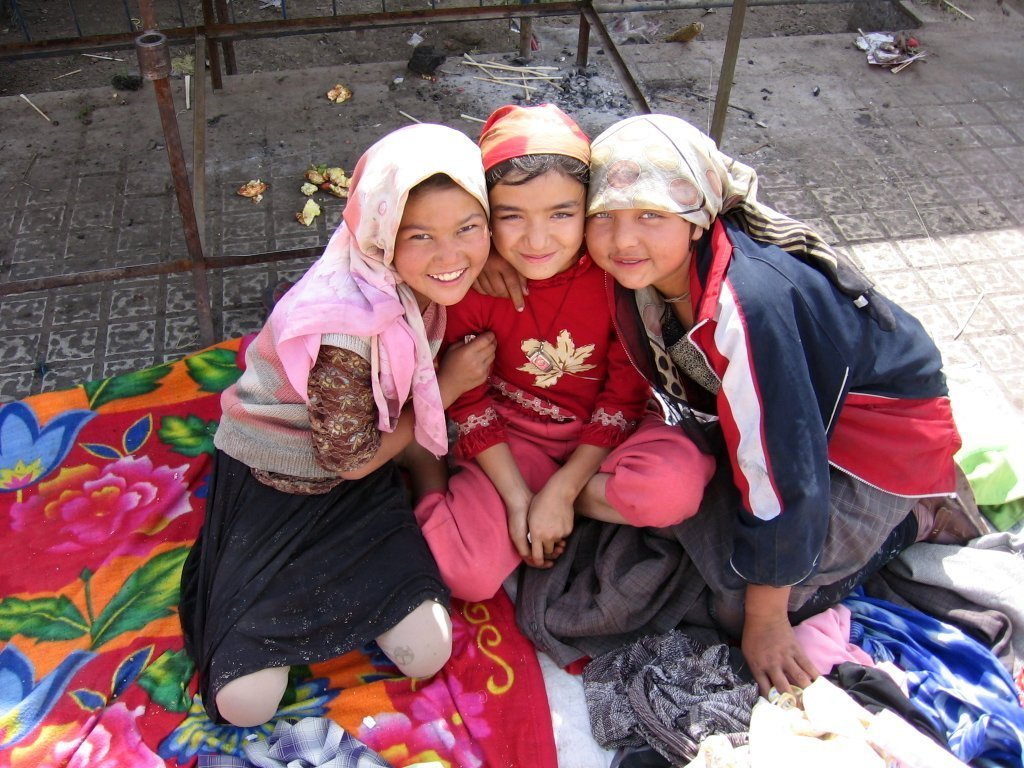
پوشش دختران ایغور (چین)
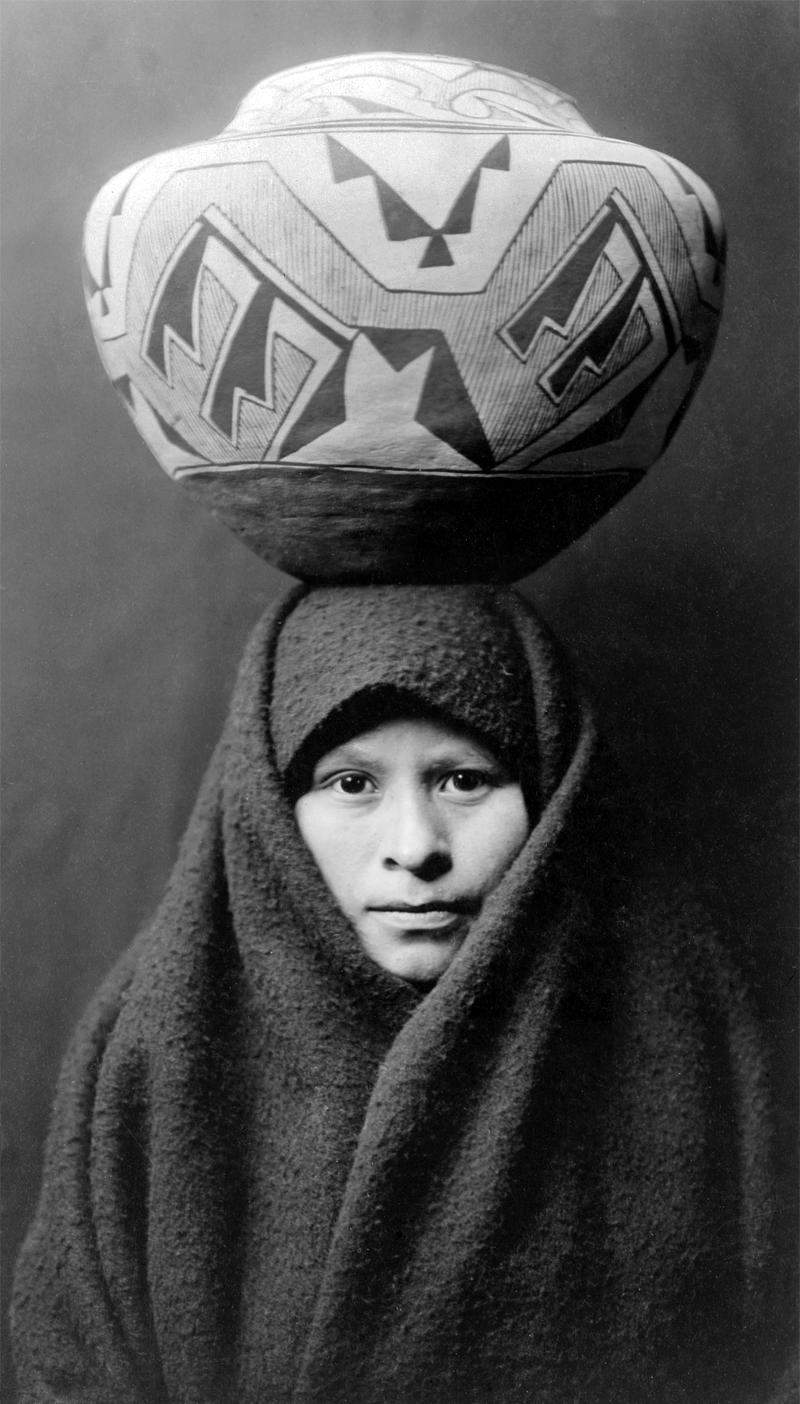
پوشش دختری زونی
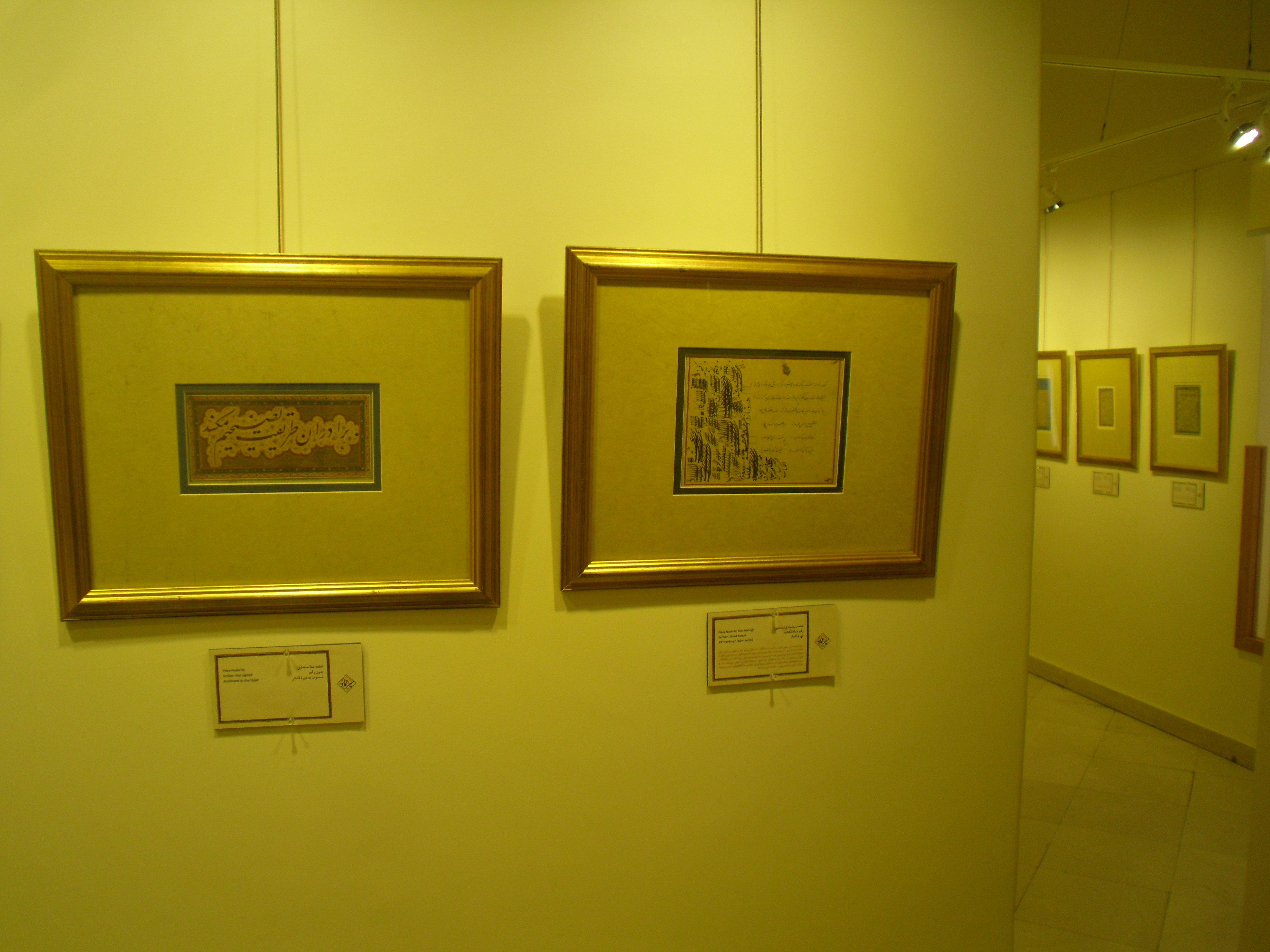
اثری هنری در مجموعه سعدآباد تهران
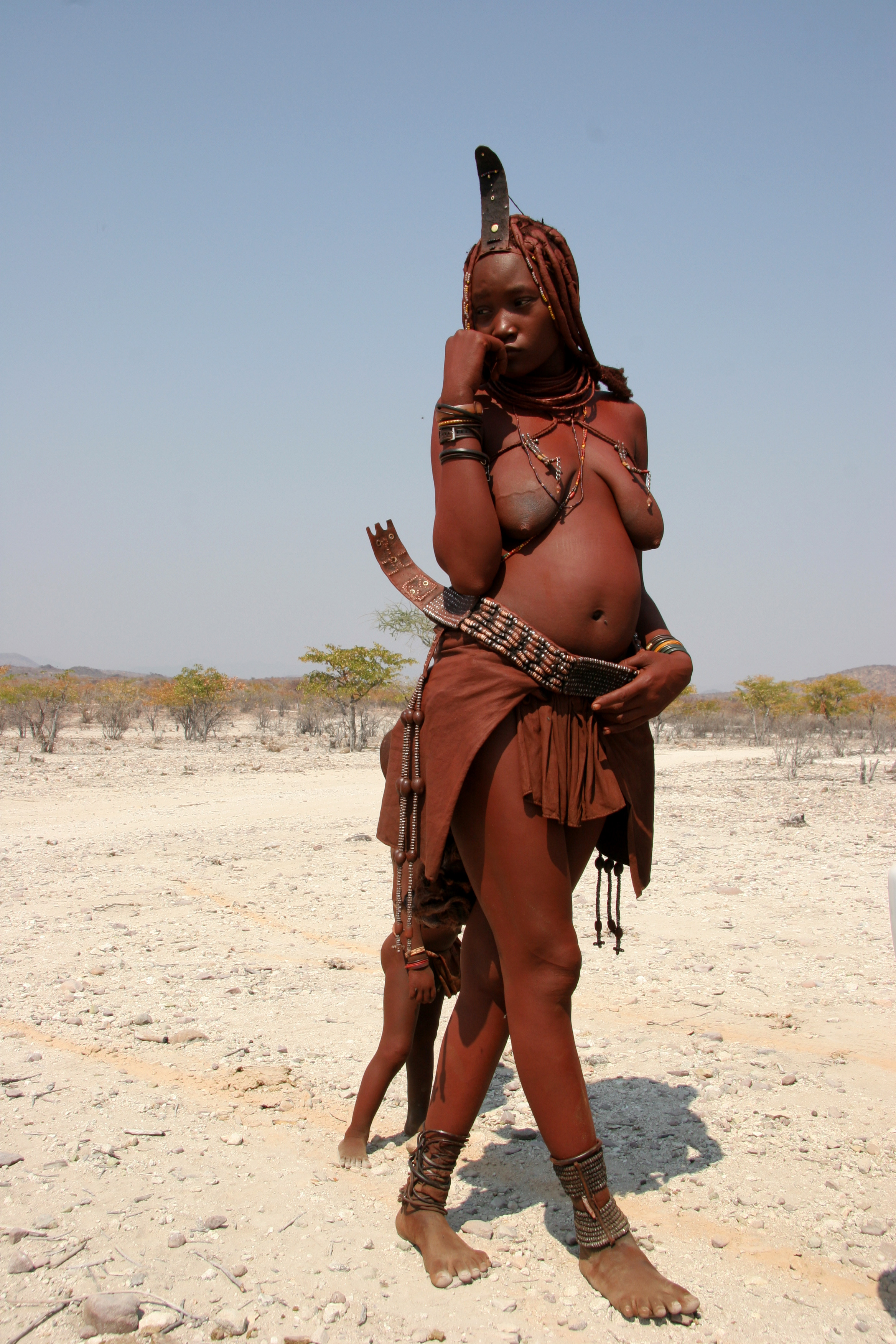
زنی از قوم هیمبا در کشور نامیبیا. در این قبیله نمایان بودن سینه‌ها امری طبیعی به‌شمار می‌رود.